# Orsunius
Orsunius – rodzaj chrząszczy z rodziny kusakowatych i podrodziny żarlinków. Obejmuje 25 opisanych gatunków. Występują na południu i wschodzie Azji.

## Morfologia
Chrząszcze o wydłużonym ciele długości od 3,2 do 5 mm. Wierzch głowy, przedplecze i pokrywy są zwykle rudożółte do rudobrązowych, rzadziej ciemniejsze, zawsze punktowane, skąpo porośnięte półwzniesionym do sterczącego owłosieniem i pozbawione mikrorzeźby.
Głowa ma zarys prawie kwadratowy do poprzecznie prostokątnego z wydatnymi kątami tylnymi i ściętym do pośrodku wklęśniętego brzegiem tylnym. Zaopatrzona jest w liczne, długie, czarne szczecinki po bokach, wyłupiaste oczy, czułki o przedwierzchołkowych członach nie dłuższych niż szerszych, mocno poprzeczną, pozbawioną ząbków, U-kształtnie na przednim brzegu wykrojoną wargę górną, smukłe, zaostrzone żuwaczki z trzema ząbkami molarnymi, głaszczki szczękowe o trzykrotnie dłuższym niż szerokim członie przedostatnim i igłowatym członie ostatnim, głaszczki wargowe również o członie ostatnim igłowatym oraz błoniasty i dwupłatowy języczek. Na spodzie głowy występuje mikrorzeźba.
Szersze niż dłuższe, nie odbiegające zbytnio szerokością od głowy przedplecze ma prawie równoległe lub w tyle zbieżne boki i niepunktowane pasmo wzdłuż środka wierzchu. Szersze od przedplecza pokrywy często opatrzone są ciemnymi szczecinkami na bocznych i tylnych brzegach. Skrzydła tylnej pary są wykształcone. Odnóża są stosunkowo krótkie. Przednia ich para u obu płci ma stopy rozszerzone i gęsto od spodu owłosione. Tylna para ma wyraźnie krótsze od goleni stopy o członie pierwszym dłuższym od drugiego, ale krótszym niż drugi i trzeci razem wzięte.
Osiągający największą szerokość między piątym a szóstym segmentem odwłok ma wierzch gęsto i delikatnie punktowany i pokryty mikrosiateczkowaniem o oczkach izodiametrycznych lub poprzecznych. Dziewiąty tergit jest niepodzielony, a dziesiąty bardzo głęboko wcięty z tyłu. Samica ma ósmy sternit o wypukłym tylnym brzegu, u samca zaś jest on na tylnym brzegu ścięty lub bardzo płytko wykrojony, rzadko wycięty głębiej. Genitalia samca cechuje długi i wąski edeagus, często zaopatrzony w dość symetryczny wyrostek wentralny.

## Rozprzestrzenienie
Przedstawiciele rodzaju zamieszkują krainę orientalną, głównie jej północną część, ale także południowo-wschodnie skraje Palearktyki oraz północ krainy australijskiej. Znani są z północnych Indii, Nepalu, Hongkongu, Kuangsi, Guangdongu i Junnanu w Chinach, południowego Tajwanu, Mjanmy, Kambodży, Tajlandii, Laosu, północnego Wietnamu, Malezji, Filipin, Jawy, Bali i indonezyjskiej części Nowej Gwinei.

## Taksonomia
Takson ten wprowadzony został w 2011 roku przez Volkera Assinga na łamach „Linzer biologische Beiträge”. Nazwa rodzajowa to połączenie odnoszącego się do krainy orientalnej przedrostka or- z nazwą rodzaju Sunius. Gatunkiem typowym wyznaczono opisanego w tej samej publikacji O. wunderlei. Większość gatunków opisanych zostało przez Assinga w publikacjach z 2011, 2014, 2015 i 2020 roku. W 2018 roku Janina Kypke i Aleksiej Sołodownikow opisali O. electronefelus na podstawie inkluzji w bursztynie rówieńskim.
Do rodzaju tego należy 25 opisanych gatunków:

- Orsunius affimbriatus Assing, 2015
- Orsunius confluens Assing, 2015
- Orsunius cuneatus Assing, 2014
- Orsunius discipennis (Fauvel, 1895)
- Orsunius excisus Assing, 2011
- †Orsunius electronefelus Kypke et Solodovnikov, 2018
- Orsunius flavovirgatus Assing, 2014
- Orsunius frischi Assing, 2020
- Orsunius gladiator Assing, 2014
- Orsunius granulosissimus Assing, 2015
- Orsunius granulosus Assing, 2014
- Orsunius heissi Assing, 2014
- Orsunius immsi (Bernhauer, 1914)
- Orsunius incurvatus Assing, 2015
- Orsunius latexciscus Assing, 2014
- Orsunius maindai Assing, 2020
- Orsunius parvexcisus Assing, 2011
- Orsunius pravus Assing, 2011
- Orsunius prolongatus Assing, 2011
- Orsunius securifer Assing, 2011
- Orsunius spathulatus Assing, 2014
- Orsunius stimulans Assing, 2014
- Orsunius tortus Assing, 2020
- Orsunius wunderlei Assing, 2011
- Orsunius yunnanus Assing, 2011